# Peligroso (álbum)
Peligroso es el nombre del primer disco de larga duración del grupo Hamlet lanzado en 1992. El sonido se endurece un poco respecto al anterior trabajo, con algunas canciones cercanas al heavy metal, pero siguió predominando el hard rock que venían practicando en el mini LP anterior. El disco, no gozaba de muy buena calidad de producción, y ello, en su momento, provocó el descontento del grupo. La banda hoy en día nunca toca temas, ni de este, ni del anterior vinilo, por parecerse muy poco a lo que harían a partir de entonces hasta la actualidad.

## Canciones
1. "Voy mal" (Tárraga) - 3:32
2. "Es tu vida" (Tárraga, Hernández) - 2:10
3. "Peligroso" (Tárraga) - 2:23
4. "En el horizonte" (Tárraga, Hernández) - 4:14
5. "Dulce amor" (Tárraga, Molly) - 2:10
6. "Muerde el polvo" (Tárraga, Hernández) - 2:17
7. "Rebelde" (Tárraga, Hernández) - 2:13
8. "Alas negras" (Tárraga) - 2:42
9. "La ley" (Tárraga) - 3:56
10. "El cielo empieza a arder" (Tárraga) - 3:15
11. "Magia oculta" (Tárraga) - 2:16
12. "Que te den" (Tárraga, Molly) - 2:40

## Miembros
- J. Molly - Voz
- Luis Tárraga - Guitarra solista
- Pedro Sánchez - Guitarra rítmica
- Augusto Hernández - Bajo, coros
- Pablo Gianni - Batería